# Strada Statale 1 bis Via Aurelia
Die Strada Statale 1 bis Via Aurelia (kurz: SS 1 bis) ist eine 29 km lange Staatsstraße in der Provinz Viterbo, Region Latium. Sie führt von der Strada Statale 1 Via Aurelia bis zur Kreuzung mit der Strada regionale 2.

## Geschichte
Die Straße wurde 1928 als Abzweigung der Staatsstraße 1 Via Aurelia mit folgender Streckenführung eingerichtet: „Von der Nähe von Tarquinia nach Vetralla “.

## Verlauf
Die Straße verläuft 29 Kilometer durch die Gemeinden Tarquinia, Monte Romano und Vetralla. Sie beginnt an der Anschlussstelle Monte Romano der SS1 südlich der Stadt Tarquinia  Sie durchquert das bewohnte Zentrum von Monte Romano und kreuzt die Strada Statale 675 Umbro-Laziale an der Abzweigung Monte Romano Est (eröffnet im Dezember 2018). Die beiden Straßen verlaufen parallel zur Strecke bis zur Ortschaft Cinelli. An dieser Stelle gibt es eine weitere Abzweigung: Die Strada Statale 675 Umbro-Laziale führt weiter in Richtung Viterbo, während die Strada Statale 1 bis Via Aurelia im bewohnten Zentrum von Vetralla ankommt, wo sie mit der Kreuzung mit der Strada Statale 2 Via Cassia endet.

## Zukünftige Planungen
Strategisch wichtig als Verbindung zwischen der Tyrrhenischen Küste und dem Hinterland, hat sie sich aufgrund ihrer einspurigen Struktur mit einer Fahrspur in jeder Richtung und für die Durchquerung des bewohnten Zentrums von Monte Romano über Jahrzehnte als unzureichend erwiesen. Um eine schnelle Verbindung zwischen dem wichtigen Verkehrsknotenpunkt und dem Tyrrhenischen Meer zu gewährleisten, wird eine schnellere Verbindung fertiggestellt, vertreten durch die Strada Statale 675 Umbro-Laziale (ab Dezember 2018 in Betrieb bis Monte Romano Est, von der jedoch erwartet wird bis Tarquinia fertigzustellen), die zusammen mit einem Abschnitt der A12 Rom-Tarquinia und der Strada Statale 698 vom Hafen in Civitavecchia einen schnellen Mobilitätskorridor garantieren.